# Maximilian Roesle
Maximilian Roesle OSB (* 8. April 1908 in Zürich; † 2. Dezember 1985 in Einsiedeln) war ein Schweizer Philosoph.

## Leben
Der Sohn des Alexander, Direktors des Kraftwerks Laufenburg, und der Maria Berta Alphonsina geb. Bösch, besuchte die Stiftsschule Einsiedeln. Nach der Matura 1928 studierte er Psychologie in Löwen. Nach der Promotion 1931 trat er 1932 ins Kloster Einsiedeln ein. Er studierte Theologie im Hausstudium. Nach der Priesterweihe 1936 war er danach Lehrer an der Stiftsschule und ab 1940 Philosophielehrer am Hausstudium des Klosters. Er war Mitgründer der Philosophischen Gesellschaft Innerschweiz und von 1952 bis 1955 Zentralpräsident der Schweizerische Philosophischen Gesellschaft. Von 1956 bis 1962 lehrte er als Dozent an der Hochschule St. Gallen und von 1962 bis 1978 als Professor der Philosophie an der Universität Salzburg.

## Schriften (Auswahl)
- als Herausgeber: Begegnung der Christen. Studien evangelischer und katholischer Theologen. Otto Karrer gewidmet zum siebzigsten Geburtstag. Stuttgart 1960, OCLC 715963977.
- Die philosophische Ausbildung des Priesters von heute Antrittsvorlesung gehalten am 8. März 1966. Salzburg 1967, OCLC 1071958722.